# 日本の鉱業

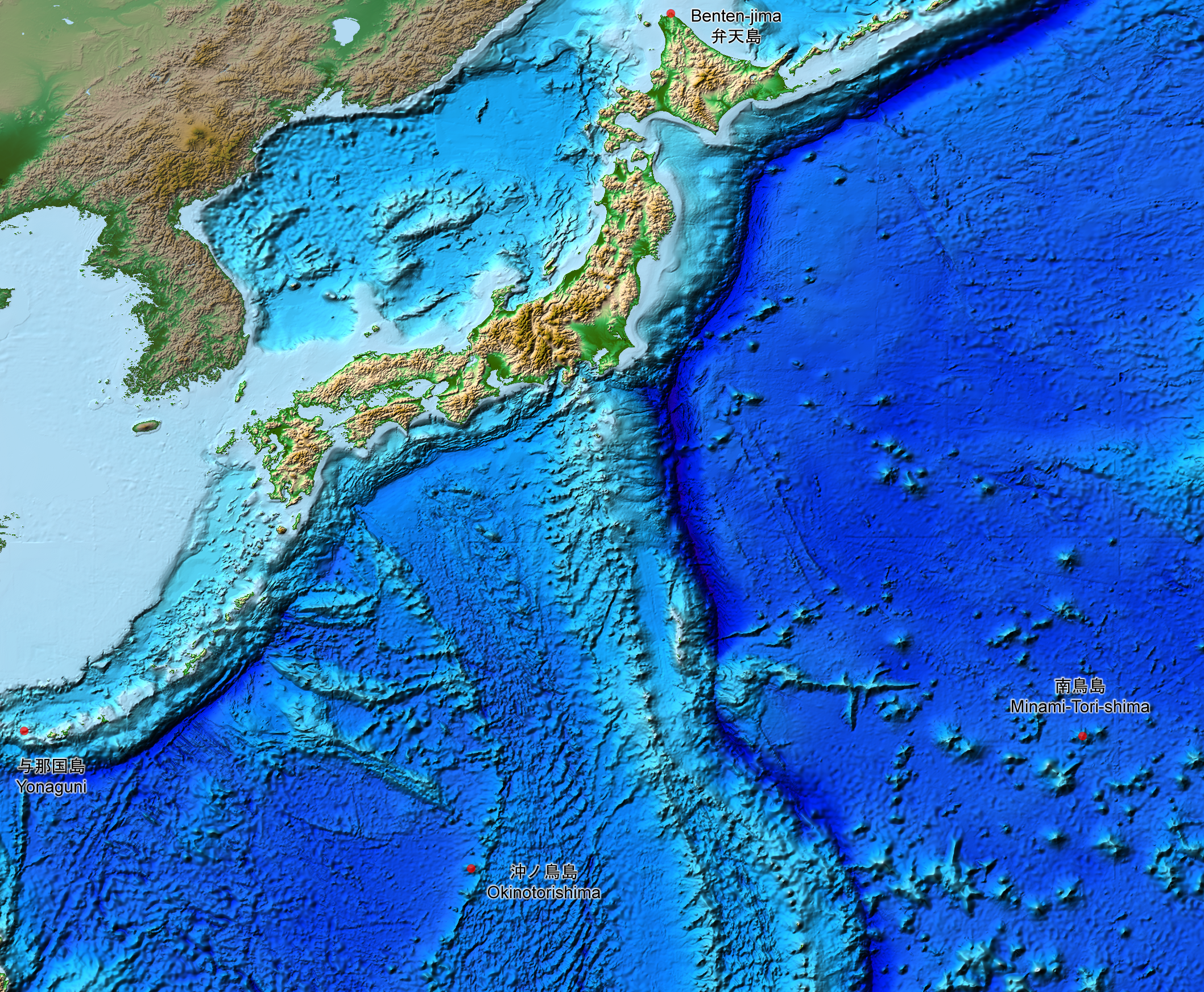
日本近海海底地形図と日本列島。

日本の鉱業（にほんのこうぎょう）について解説する。日本列島は沈み込み帯という地殻変動の大きい場所に位置する関係上、大規模な量ではないものの、多種の鉱産資源を産出している。1970年代までは、日本各地の鉱山は石油・天然ガスは少量であるものの、その他は石炭をはじめ、金・銀・銅・鉄・亜鉛などの採掘が大規模に行われていた。高度経済成長期以降は資源の枯渇か低品位化のほか、採掘コストの上昇により価格競争力を失い、多くの鉱山が操業を停止した。現在、操業が行われているのは、石灰石などが中心であり、その他の鉱山は少数が操業されているのみである。

## 歴史
日本列島は少量ながら多種の鉱産資源が採掘可能である。少量でも高価値の金や銀の産出量は、世界でも上位の時期があった。明治時代に入ると富国強兵政策の下に、鉱山開発が進められ、北海道や九州北部の炭田や足尾銅山、釜石鉱山（鉄鉱石）が開発された。1872年5月4日（明治5年3月27日）、鉱山心得書が定められ（太政官布告）、鉱物はすべて政府の所有とされ、開採権の政府専有が規定された。
高度経済成長期の1960年代までは、各地の鉱山で活発な採掘が続けられていた。しかし、大規模な採掘が難しく、品質が悪い上に費用もかかるので、価格が安くて品質の良い外国産の資源が輸入されるようになって、各地で閉山が行われた。21世紀に入っては技術継承のため、釧路炭田で採掘が行われているのみである。その他の鉱山については、資源の枯渇や品位の低下、人件費をはじめとする採掘コストの上昇などにより価格競争力を失い、多くが閉山に至っている。
金や銀については、少量でも高収益が望めることから金属鉱業事業団による組織的探査が続けられ、菱刈鉱山が発見されるなど操業が続けられている。このほか、硫黄やヨウ素、石灰石、ケイ石は国内採掘量が未だ十分に多い。

## 各産出資源

### 石炭
石炭#日本の炭鉱参照。

### 金
古くは、奈良時代に陸奥国（宮城県の現黄金山神社）にて砂金が産出されている。その後、日本各地で発見され、戦国時代や江戸時代には各地の大名が採掘を行っている。このようなものでは佐渡金山が知られている。金鉱脈の探査は大戦後も続けられており、1981年には菱刈鉱山が発見された。21世紀時点においては菱刈鉱山が日本の金採掘量のほぼ全てを占めている。

### 銀
銀については石見銀山を始めとして、院内銀山、生野銀山など長期間操業した銀山があった。

### 銅
銅については足尾銅山、別子銅山などが操業していたが、これらは閉山している。

### 鉄鉱石
近代的に大規模な採掘が行われた鉱山としては釜石鉱山が知られる。末期には銅も採掘していたが、1993年に採掘を終了した。

### ウラン
1955年に人形峠でウラン鉱床が発見されている。これは1987年まで採掘が行われていた。

### その他
ボーキサイトは日本国内では産出されない。

## 労働環境
鉱山労働については鉱山保安法（経済産業省所管）で規定され、労働安全衛生法は適用されない。